# Seconde bataille de Koupiansk
Pour les articles homonymes, voir Bataille de Koupiansk.
Front Est de l'Invasion de l'Ukraine par la Russie de 2022
Batailles
Offensive de Kiev (Jytomyr, Kiev) : 
- 1re Hostomel
- Tchernobyl
- Ivankiv
- Kiev
- 2e Hostomel
- Vassylkiv
- Boutcha
- Irpin
  - Bombardement de réfugiés
- Jytomyr
- Mochtchoun
- Makariv
- Brovary

Offensive du Nord (Tchernihiv, Soumy) :
- Hloukhiv
- Slavoutytch
- Bombardements
- Soumy
- Trostianets
- Tchernihiv
- Okhtyrka
- Lebedyn
- Konotop
- Romny
- Desna
- Escarmouches frontalières

Russie  (Briansk, Belgorod) :
- Incursions en Russie occidentale
  - Oblast de Briansk
  - Oblasts de Belgorod et de Koursk
    - Incursions de 2024

  - Bombardement de Belgorod
- Oblast de Koursk (août 2024)

Campagne de l'Est (Donetsk, Louhansk, Kharkiv)
Kharkiv :
- 1re Kharkiv
  - Tchouhouïv
  - Bombardements : en février
  - en mars
  - en avril
  - du bâtiment administratif
- Izioum
- 2e Kharkiv
  - Balaklia
  - 1re Koupiansk
  - Chevtchenkove
- 3e Kharkiv

Nord du Donbass:
- Starobilsk
- Sloviansk
  - Dovhenke
  - 1re Lyman
  - Sviatohirsk
  - Bohorodychne et Krasnopillia
  - Bombardements : Bilohorivka
  - Kramatorsk
- Sievierodonetsk
  - Kreminna
  - Donets
  - Roubijné
  - Popasna
  - Tochkivka
  - Massacre
- Lyssytchansk
- 2e Kharkiv
  - Balaklia
  - 1re Koupiansk
  - Chevtchenkove
  - 2e Lyman
- Oblast de Louhansk
  - Ligne Svatove-Kreminna
  - Serebryansky
  - 2e Koupiansk

 Centre du Donbass:
- Horlivka
- Popasna
- Svitlodarsk
- Bakhmout
  - Soledar
- Siversk
- Tchassiv Iar
- Toretsk

Sud du Donbass :
- Volnovakha
- Marioupol
  - Bombardements : de l'hôpital
  - du théâtre
  - de l'école d'art
- Pisky
- Vouhledar
  - Pavlivka
- Marïnka
- Contre-offensive de 2023
- Avdiïvka
- Novomykhaïlivka
- Pokrovsk
  - Krasnohorivka
  - Toretsk
- Bombardements :
- Makiïvka
- Donetsk

Campagne du Sud (Mykolaïv, Kherson, Zaporijjia)
- 1re Kherson
- Odessa
- Melitopol
- Mykolaïv
  - Bombardements : à fragmentation
  - du bâtiment administratif
- 1re Berdiansk
- Zaporijjia
- Tchornobaïvka
- Enerhodar
- Voznessensk
- Houliaïpole
- Davydiv Brid
- 2e Berdiansk
- Nova Kakhovka
- 2e Kherson
  - Doudtchany
- Dniepr
- Tchoulakivka
- Contre-offensive de 2023
  - Robotyne

Frappes aériennes dans l'Ouest et le Centre de l'Ukraine
- Lviv (02/2022)
- Vinnytsia (03/2022)
- Yavoriv (03/2022)
- Deliatyne (03/2022)
- Dnipro

Guerre navale
- Île des Serpents (02/2022)
- Moskva (04/2022)

Attaques en Crimée
- Novofedorivka (08/2022)
- Djankoï (08/2022)
- Pont de Crimée (10/2022)
- Base navale de Sébastopol (10/2022)
- Pont de Crimée (07/2023)
- Base navale de Sébastopol (09/2023)

Débordement
- Aéroport de Millerovo
- Sabotages en Russie
- Attaques en Transnistrie
- Sabotage des gazoducs Nord Stream
- Terrain d'entraînement militaire de Soloti
- Explosions en Pologne
- Bases aériennes de Dyagilevo et Engels-2
- Base aérienne de Minsk-Matchoulichtchi
- Crise russo-moldave de 2023
  - Accusations de tentative de coup d'État en Moldavie
- Incident de drone de 2023 en mer Noire
- Rébellion du groupe Wagner

Massacres
- Tchernihiv
- Boutcha
- Borodianka
- Olenivka
- Izioum

La seconde bataille de Koupiansk est une série d'affrontements entre la Russie et l'Ukraine pour le contrôle de la ville de Koupiansk et de sa périphérie lors de l'invasion russe de l'Ukraine.
La ville de Koupiansk est conquise aux premiers jours de la guerre, le 27 février 2022 puis libérée lors de la contre-offensive de Kharkiv. À partir du mois d'août 2023, les troupes russes lancent une série d'assauts en direction de Koupiansk et Novoselivs'ke. Après une pause opérationnelle, les actions offensives reprennent sans plus de succès en décembre 2023. Les opérations militaires dans la zone sont quelque peu éclipsées par la contre-offensive ukrainienne de l'oblast de Zaporijjia puis par la bataille d'Avdiïvka.
Koupyansk est considérée comme une plaque tournante ferroviaire, les forces russes l'ont utilisée comme site de logistique et d'approvisionnement après avoir pris le contrôle de la ville au début de la guerre.

## Contexte
Le 6 septembre 2022, l'armée ukrainienne prend les russes par surprise en lançant une contre-offensive éclair de Kharkiv grâce à laquelle elle parvient à libérer les villes d'Izioum, Balaklia et Koupiansk le 12 septembre puis de Lyman le 2 octobre. Entre octobre et décembre 2022, les ukrainiens poursuivent de façon plus lente leur avancée à l'est de la rivière Oskil. Entre décembre et février 2023, les affrontements dans la zone se concentrent au nord de Koupiansk, sur la rive est de l'Oskil, autour des villages de Hryanykivka et Dvorichne. Cette dernière est reprise par les ukrainiens le 6 décembre puis perdue le 12 février 2023. Le 16 février, les russes entrent à nouveau dans Lyman Pershyi. En mars 2023, les autorités ukrainiennes procèdent à une évacuation partielle des civils en raison de la hausse de l'intensité des bombardements sur la ville de Koupiansk. Les russes mènent à la même période des assauts sur Hryanykivka et la rive ouest vers Dvoritchna. Les affrontements pour le contrôle de Lyman Pershyi se poursuivent sporadiquement jusqu'en juillet 2023. Le 19 juillet, la gare de Movchanove est reprise par les russes, information confirmée le 21 juillet.
Koupiansk est à nouveau menacée, le front étant gelé 10 km plus au nord, entre Lyman Pershyi et Synkivka.
Au mois de juillet 2023, alors que l'armée ukrainienne mène une contre-offensive dans la région de Zaporijjia, la Russie commence à regrouper une force de 100 000 hommes et 900 chars dans l'oblast de Louhansk en vue d'une offensive vers Koupiansk et Lyman, villes libérées huit mois auparavant.

## Forces en présence

### Russie
Forces armées russes
- Armée de terre russe
  -  1re armée de chars de la Garde
    -  2e division de fusiliers motorisés de la Garde
      -  1er régiment de chars
      -  1er régiment de fusiliers motorisés
      -  15e régiment de fusiliers motorisés[9]
      - 147e régiment d'artillerie[10]

    - 47e division de chars
      -  12e régiment de chars
      - 26e régiment de chars[11]
      - 153e régiment de chars

    -  96e brigade séparée de reconnaissance[12]
    -  288e brigade d'artillerie[10]

  -  6e armée combinée
    -  25e brigade de fusiliers motorisés[13]
    -  138e brigade de fusiliers motorisés[13]
    -  9e brigade d'artillerie[10]

  - 11e corps d'armée
    -  18e division de fusiliers motorisés
      - 79e régiment de fusiliers motorisés[10]
      - 275e régiment de fusiliers motorisés[14]

    - 1427e régiment de fusiliers motorisés[10]
    - 1432e régiment de fusiliers motorisés
    - 244e brigade d'artillerie[10]

### Ukraine
Forces armées ukrainiennes
- Armée de terre ukrainienne
  -  14e brigade mécanisée[15]
  -  30e brigade mécanisée[16]
  -  32e brigade mécanisée[17]
  -  41e brigade mécanisée[18]
  -  43e brigade mécanisée[19]
  -  54e brigade mécanisée
  -  57e brigade motorisée[19]
  -  60e brigade mécanisée[20] (depuis décembre 2023)
  -  115e brigade mécanisée
- Forces d'assaut aérien ukrainiennes
  -  95e brigade d'assaut aérien
- Force de défense territoriale
  -  103e brigade de défense territoriale

 Ministère de l'Intérieur :
- Garde nationale de l'Ukraine
  - 18e brigade "Sloviansk"
    -  2e bataillon Donbass

 GUR
- Régiment Kraken[21]
- Unité A3449
  -  Régiment Kastous-Kalinowski

## Déroulement de la bataille

### Premiers assauts russes (juillet - août 2023)
Le 22 juillet, les forces russes débutent des opérations offensives en direction de Synkivka (à 8 km de Koupiansk) et avancent dans la région, selon plusieurs blogeurs russes de Synkivka. Le 10 août, un bombardement russe endommage lourdement la mairie de Koupiansk, touchée par une bombe FAB-250. Les attaques culminent le 20 août après qu'un message russe sur Telegram annonce la prise du village de Synkivka, fournissant une vidéo d'un véhicule russe censé traverser le village, ce qui est démenti par les ukrainiens. Selon un autre article de Telegram soutenu par des affirmations russes précédentes, les assauts contre le village auraient pris fin après que les forces russes ont perdu environ 150 hommes, « deux chars T-72, trois véhicules blindés, un obusier D-30 de 122 mm, un mortier et un poste de commandement et d'observation ».

### Ralentissement des assauts (septembre - novembre 2023)
Les attaques russes et les bombardements se poursuivent par intermittence sur Synkivka à la fin août et jusqu'en octobre. Le 5 août, la 3e brigade de chars, repousse un assaut du Le 6 août 2023, deux civils sont tués et un autre bléssé dans un bombardement sur un supermarché dans le village de Podoly, en périphérie est de Koupiansk. Le 29 septembre, les cinq derniers habitants du village sont évacués. Entre le 10 et le 20 octobre, le régiment Kraken et des éléments blindés de la 54e brigade mécanisée engagent des positions russes entre Ivanivka et Yahidne, au sud-est de Koupiansk leur infligeant des pertes.

### Nouvelle offensive russe (depuis novembre 2023)
Entre le 3 et le 23 novembre 2023, la 14e brigade mécanisée repousse plusieurs attaques au sud de Pershotravneve détruisant ou endommageant au moins dix blindés russes. De la mi-novembre à la fin novembre, la Russie lance une nouvelle attaque localisée russe contre le village de Synkivka. Débutant par des bombardements, quatre assauts russes ont lieu sur ou à proximité du village le 17 novembre. Le 26 novembre, le chef des relations publiques des forces terrestres ukrainiennes, Volodymyr Fitio, affirme que 758 frappes d'artillerie avaient été menées par les forces russes sur ou à proximité du village lors des assauts. Il affirme cependant, qu'aucun succès stratégique n'avait été obtenu par les forces russes lors des assauts et qu'elles avaient perdu 158 hommes et 39 équipements dans leurs tentatives de reconquête du village.
De la mi-décembre à la fin décembre, une troisième attaque russe localisée a lieu contre le village de Synkivka. Le 11 décembre, le commandant des forces terrestres ukrainiennes Oleksandr Syrsky annonce sur Telegram que plusieurs compagnies d'assaut russes avaient été utilisées pour tenter de reprendre le village, mais que de lourdes pertes les avaient obligées à appeler des unités de réserve. Le 15 décembre, cette affirmation est étayée par des images de combat d'un groupe d'assaut blindé russe composé d'au moins neuf véhicules blindés et d'infanterie à la périphérie du village attaqué par les forces ukrainiennes, entraînant la destruction de cinq véhicules. Le 16 décembre, l'État-major général des forces armées ukrainiennes a signalé que 11 autres assauts russes contre le village avaient été repoussés. Entre le 14 et le 28 décembre, les 25e brigade et 138 brigade de fusiliers motorisés ont lancé sept assauts sur la commune de Synkivka, sans succès où ils se heurtent à la 30e brigade mécanisée. L'assaut du 28 décembre aboutit à la perte de sept blindés dont cinq BMP-2 et deux T-72. Le 10 janvier 2024, le 2e bataillon de la 30e brigade, repousse une nouvelle attaque sur Synkivka. Le 17, la 14e brigade repousse également un assaut à Pershotravneve. Le 21 janvier, le 153e régiment de chars russe réalise une avancée entre Svatove et Koupiansk en s'emparant du village de Krokhmalne. En février, selon le commandement ukrainien, les Russes ont massé une force de 40 000 hommes, 500 chars et 600 blindés en vue d'une nouvelle offensive d'ampleur.